# Візадешт
Візадешт (перс. ويزادشت) — село в Ірані, у дегестані Кухестані-є-Талеш, у Центральному бахші, шагрестані Талеш остану Ґілян. За даними перепису 2006 року, його населення становило 39 осіб, що проживали у складі 9 сімей.